# Calobatina geometroides
Calobatina geometroides is een vliegensoort uit de familie van de spillebeenvliegen (Micropezidae). De wetenschappelijke naam van de soort is voor het eerst geldig gepubliceerd in 1927 door Cresson.